# Paul Javor
Paul Javor, ou Pavel Javor, né Jiří Škvor le 24 juin 1916 à Martinice en Autriche-Hongrie, aujourd'hui République tchèque, et décédé à Montréal le 22 janvier 1981, est un poète tchécoslovaque. 

## Biographie
Son père Jan Škvor, était un fermier. Javor a étudié au lycée de Benešov puis à la faculté de droit de l'Université Charles. En 1943-45, il a été interné dans un camp de travail allemand. 
Après la prise de pouvoir par les communistes, et sous le coup d'un mandat d'arrêt, en 1948 il s'exile en Allemagne puis au Canada. À partir de 1958, il était professeur de littérature et de langue tchèque et slovaque à l'université de Montréal. Il a travaillé à la section tchèque de Radio Canada Iinternational.

## Ses œuvres
Auteur d'une quinzaine de recueils publiés essentiellement à l'étranger (Zurich et Montréal) dont les plus connus sont :
- 1953 : Récolte pauvre (Chudá sklizeň), poèmes traduits du tchèque par Charles Cerny. In Revue Rencontres (numéro spécial), 1953, 36 p., bilingue.
- 1978 : Sa raison de vivre., roman traduit du tchèque par Anne Pierquet. Presses sélect Ltée, [Montréal], 292 p. Les critiques ont tiré de ce livre énormément de citations.
- 1994 : Poèmes dans Les Deux rives de la Morava.

Ses thèmes favoris portent sur le bonheur, le silence et la solitude. 

## Ses citations les plus connues[3]
- Le vrai bonheur est sans doute dans la simplicité des cœurs, loin des vanités et des fausses ambitions.
- Sans inspiration, pas de création qui réponde vraiment aux cris du cœur, aux mouvements de l'âme.
- Les folies n'ont de beauté qu'à condition d'être totales.
- La véritable liberté, c'est lorsqu'on est libre vis-à-vis de soi-même.
- Par la solitude on s'évade quelquefois et parfois aussi on se retrouve.